# Das Mädel von Pontecuculi
Das Mädel von Pontecuculi ist eine im Stil einer Verwechslungskomödie gehaltene, deutsche Stummfilmoperette aus dem Jahre 1924 von Ludwig Czerny mit seiner Ehefrau Ada Svedin als Titelheldin und Charles Willy Kayser in einer Doppelrolle.

## Handlung
Octave d’Olbert, der Tenor eines ziemlich heruntergekommenen Theaters, ähnelt auf verblüffende Weise dem Herrscher eines kleinen Operettenländchens, Carlo XVII., Fürst von Ponteredo. Dies zumindest findet die ortsansässige Bevölkerung, während Pipsi Carnero, die Tochter eines Bürgermeisters, die den Operettensänger von ganzem Herzen liebt, dies ganz anders sieht und sich nicht blenden lässt. Es kommt zu den operettenüblichen Verwechslungen, als es sich der Duodezfürst einfallen lässt, aus seinem Alltag auszubrechen, und versucht, in der Rolle Octaves als Sänger zu glänzen. Erst nach einigem Hin und Her werden die Rollenspiele aufgeklärt, und Pipsi kann schließlich in die Arme ihres „echten“ Tenors sinken.

## Produktionsnotizen
Das Mädel von Pontecuculi entstand in Berlins Efa-Filmatelier am Zoo, passierte am 8. Oktober 1924 die Filmzensur und wurde am 14. November desselben Jahres in Berlins Ufa-Theater in der Friedrichstraße uraufgeführt. Die Länge des mit Jugendverbot belegten Sechsakters betrug 2655 Meter.
Die Filmbauten kreierte Fritz Willi Krohn. Es tanzt das Ballett Mary Zimmermann.

## Wissenswertes
Regisseur und Produzent Ludwig Czerny hatte sich mit seiner Produktionsfirma Noto-Film zu diesem Zeitpunkt auf Stummfilm-Operetten spezialisiert und dafür das so genannte Noto-Film-Verfahren entwickelt, das erstmals 1921 in „Das Kußverbot“ mehr schlecht als recht eingesetzt wurde. Bei dem auch unter dem Namen Czerny-Springefeld-Verfahren bekannten Prinzip wurde ein Notenband ins Filmnegativ einkopiert, das dem im Kinosaal anwesenden Kapellmeister – hier der Komponist Hans Ailbout – und seinem Orchester als Vorlage dienen sollte. Während der filmischen Musikpassagen konnte somit der Kapellmeister von dem am unteren Bildrand laufenden Notenband die Melodie dirigieren. Die im Kinosaal anwesenden Sänger versuchten ihre Arien synchron zu den Lippenbewegungen der Schauspieler auf der Leinwand vorzutragen. Die technisch nicht wirklich ausgereifte Stummfilmoperette konnte sich jedoch trotz allen Aufwandes beim Publikum nicht durchsetzen und galt Mitte der 1920er Jahre als gescheitert.

## Kritiken
Das Grazer Tagblatt schrieb, der Versuch einer Stummfilmoperette sei „jedenfalls … gut gelungen. Der Zuseher, der zugleich Zuhörer ist, kann an den Lippen der singenden und sprechenden Darsteller ihr Singen und Sprechen ablesen. (…) Die Begleitworte eines wirklichen Sprechers harmonieren aber bestimmt nicht immer mit jener Stimme, die wir von der Leinwand herab zu hören vermeinen.“ Zum Inhalt und der Darstellung war am gleichen Ort zu lesen: „Das Buch dieser Operette gehört in die Kategorie aller modernen Operettenbücher. Es besitzt die gleichen Werte und Unwerte: einen tüchtigen Schuß Courths-Mahler, ein klein wenig Paprika, etwas Augenweide, ein bisserl Kraft ... Die Musik ist leichtbeschwingt, lieb und ins Ohr gehend. Die Darstellung tadellos.“
Das Neue Wiener Journal lobte: „Während die bisherigen Filmstücke dieser Art Singfilme oder verfilmte Operetten mit Orchesterbegleitung waren, die an der Dissonanz zwischen Bildwirkung und instrumentaler Begleitung litten, bringt das Notofilm-System eine vollständig durchkomponierte Operette, in der ein künstlerisch hochstehendes Ensemble die Lösung des Problems eines vollkommenen Synchronismus zwischen Bild, Gesang und Musik durchführt.“
Robert Volz kam in Der Bildwart zu einem vollkommen anderen Schluss. In einem wütenden Verriss unter dem Titel „Die Filmoperette“ schimpfte er: „Was also bleibt von der Errungenschaft des musikalischen Films übrig? Offenbar, selbst nach Ansicht der Utopisten, die sich mit der Filmoperette abmühen, nicht sehr viel. Jedenfalls war es auffallend, in was für einer gekünstelten Aufmachung DAS MÄDEL VON PONTECUCULI herausgebracht wurde. Selbst wenn man berücksichtigt, daß die Revue und alles, was ihr ähnelt, augenblicklich auf einen sehr fruchtbaren Boden fällt und auch wenn man weiter in Betracht zieht, daß die Berliner Bühnenkunst - von ganz wenigen Ausnahmen abgesehen - einen erbärmlich tiefen Stand erreicht hat, so bleibt es dennoch zu verwundern, mit welcher Lammesgeduld das Publikum der Uraufführung in der Friedrichstraße die Mißgeburt dieser Filmoperette über sich ergehen ließ und alle die unehrlichen Mittel hinnahm, die einen Erfolg sollten herbeizaubern helfen.“